# Course en ligne masculine aux championnats du monde de cyclisme sur route 2007
Navigation
Salzbourg 2006 Varèse 2008
La course en ligne masculine des championnats du monde de cyclisme sur route 2007 a eu lieu le dimanche 30 septembre 2007 à Stuttgart, en Allemagne, sur une distance de 267,4 kilomètres. Elle a été remportée par le tenant du titre Paolo Bettini, qui s'est imposé au sprint dans un groupe de cinq coureurs. Le Russe Alexandr Kolobnev et l'Allemand Stefan Schumacher prennent les deuxième et troisième places.

## Qualification

### Nations participantes
198 coureurs de 43 nations sont inscrits au départ de la course élite hommes, avec 197 partants. Le nombre de coureurs par pays est indiqué entre parenthèses.
| - Afrique du Sud (5) - Allemagne (9) - Argentine (6) - Australie (9) - Autriche (3) - Belgique (9) - Biélorussie (3) - Brésil (3) - Bulgarie (1) - Canada (3) - Chine (1) | - Colombie (6) - Croatie (6) - Danemark (3) - Espagne (9) - Estonie (2) - États-Unis (7) - France (9) - Hongrie (1) - Iran (4) - Irlande (1) - Italie (9) | - Japon (3) - Kazakhstan (3) - Lettonie (1) - Lituanie (2) - Luxembourg (5) - Norvège (3) - Nouvelle-Zélande (3) - Ouzbékistan (3) - Pays-Bas (9) - Pologne (6) - Portugal (6) | - Royaume-Uni (3) - Russie (9) - Serbie (3) - Slovaquie (6) - Slovénie (6) - Suède (3) - Suisse (3) - Tchéquie (3) - Ukraine (6) - Venezuela (3) |

## Récit de la course
La course est marquée par la domination de l’équipe d’Italie. Ses coureurs créent la sélection tantôt en attaquant, tantôt en imposant un rythme dur dans le groupe de tête. Tout cela met son leader Paolo Bettini, le tenant du titre, dans une position idéale. Dans le dernier tour de course, alors qu’il reste seize coureurs dans le groupe de tête, il peut encore s’appuyer sur le travail de son équipier Davide Rebellin pour lancer une attaque décisive. Seul Frank Schleck dans un premier temps, puis Cadel Evans, Stefan Schumacher et Alexandr Kolobnev dans un second, peuvent le suivre. Bettini fait alors parler sa pointe de vitesse en les dominant aisément au sprint. Le Russe Alexandr Kolobnev et l’Allemand Stefan Schumacher complètent le podium.

## Classement
Source : Pro Cycling Stats
| Rang                      | Coureur           | Pays       |    | Temps           |
| ------------------------- | ----------------- | ---------- | -- | --------------- |
| Médaille d'or, monde      | Paolo Bettini     | Italie     | en | 6 h 44 min 43 s |
| Médaille d'argent, monde  | Alexandr Kolobnev | Russie     | +  | 0 s             |
| Médaille de bronze, monde | Stefan Schumacher | Allemagne  | +  | 0 s             |
| 4e                        | Fränk Schleck     | Luxembourg | +  | 0 s             |
| 5e                        | Cadel Evans       | Australie  | +  | 0 s             |
| 6e                        | Davide Rebellin   | Italie     | +  | 6 s             |
| 7e                        | Samuel Sánchez    | Espagne    | +  | 8 s             |
| 8e                        | Philippe Gilbert  | Belgique   | +  | 8 s             |
| 9e                        | Fabian Wegmann    | Allemagne  | +  | 8 s             |
| 10e                       | Martin Elmiger    | Suisse     | +  | 8 s             |

## Liste des participants
| N°  | Coureur               | Pays        | Rang               |
| --- | --------------------- | ----------- | ------------------ |
| 01  | Paolo Bettini         | Italie      | Médaille d'or      |
| 02  | Alessandro Bertolini  | Italie      | 62e                |
| 03  | Alessandro Ballan     | Italie      | 52e                |
| 04  | Marzio Bruseghin      | Italie      | Disqualifié        |
| 05  | Damiano Cunego        | Italie      | 50e                |
| 06  | Filippo Pozzato       | Italie      | 51e                |
| 07  | Davide Rebellin       | Italie      | 6e                 |
| 08  | Andrea Tonti          | Italie      | Abandon            |
| 09  | Matteo Tosatto        | Italie      | Abandon            |
| 010 | Carlos Barredo        | Espagne     | Abandon            |
| 011 | Manuel Beltrán        | Espagne     | 49e                |
| 012 | Juan Antonio Flecha   | Espagne     | Abandon            |
| 013 | Xavier Florencio      | Espagne     | Abandon            |
| 014 | Óscar Freire          | Espagne     | 14e                |
| 015 | Joaquim Rodríguez     | Espagne     | 65e                |
| 016 | Samuel Sánchez        | Espagne     | 7e                 |
| 017 | Carlos Sastre         | Espagne     | Abandon            |
| 018 | Alejandro Valverde    | Espagne     | 57e                |
| 019 | Allan Davis           | Australie   | 53e                |
| 020 | Scott Davis           | Australie   | Abandon            |
| 021 | Cadel Evans           | Australie   | 5e                 |
| 022 | Simon Gerrans         | Australie   | 66e                |
| 023 | Mathew Hayman         | Australie   | Abandon            |
| 024 | Matthew Lloyd         | Australie   | 55e                |
| 025 | Trent Lowe            | Australie   | Abandon            |
| 026 | Michael Rogers        | Australie   | Abandon            |
| 027 | William Walker        | Australie   | Abandon            |
| 028 | Vladislav Borisov     | Russie      | Abandon            |
| 029 | Alexander Efimkin     | Russie      | 32e                |
| 030 | Vladimir Efimkin      | Russie      | 43e                |
| 031 | Vladimir Gusev        | Russie      | Abandon            |
| 032 | Vladimir Karpets      | Russie      | 46e                |
| 033 | Sergey Kolesnikov     | Russie      | Abandon            |
| 034 | Alexandr Kolobnev     | Russie      | Médaille d'argent  |
| 035 | Denis Menchov         | Russie      | 47e                |
| 036 | Evgueni Petrov        | Russie      | Abandon            |
| 037 | Laurent Didier        | Luxembourg  | Abandon            |
| 038 | Kim Kirchen           | Luxembourg  | Abandon            |
| 039 | Christian Poos        | Luxembourg  | Abandon            |
| 040 | Andy Schleck          | Luxembourg  | Abandon            |
| 041 | Fränk Schleck         | Luxembourg  | 4e                 |
| 042 | Marcus Burghardt      | Allemagne   | Abandon            |
| 043 | Gerald Ciolek         | Allemagne   | Abandon            |
| 044 | Christian Knees       | Allemagne   | Abandon            |
| 045 | David Kopp            | Allemagne   | Abandon            |
| 046 | Ronny Scholz          | Allemagne   | Abandon            |
| 047 | Stefan Schumacher     | Allemagne   | Médaille de bronze |
| 048 | Jens Voigt            | Allemagne   | Abandon            |
| 049 | Fabian Wegmann        | Allemagne   | 9e                 |
| 050 | Erik Zabel            | Allemagne   | 18e                |
| 051 | Mario Aerts           | Belgique    | 45e                |
| 052 | Stijn Devolder        | Belgique    | Abandon            |
| 053 | Philippe Gilbert      | Belgique    | 8e                 |
| 054 | Björn Leukemans       | Belgique    | 13e                |
| 055 | Maxime Monfort        | Belgique    | 64e                |
| 056 | Greg Van Avermaet     | Belgique    | 63e                |
| 057 | Jurgen Van Goolen     | Belgique    | 26e                |
| 058 | Johan Vansummeren     | Belgique    | Abandon            |
| 059 | Frederik Willems      | Belgique    | Abandon            |
| 060 | Michael Boogerd       | Pays-Bas    | Déclassé           |
| 061 | Thomas Dekker         | Pays-Bas    | 11e                |
| 062 | Maarten den Bakker    | Pays-Bas    | Abandon            |
| 063 | Robert Gesink         | Pays-Bas    | Abandon            |
| 064 | Karsten Kroon         | Pays-Bas    | 56e                |
| 065 | Sebastian Langeveld   | Pays-Bas    | 35e                |
| 066 | Koos Moerenhout       | Pays-Bas    | Abandon            |
| 067 | Bram Tankink          | Pays-Bas    | Abandon            |
| 068 | Laurens ten Dam       | Pays-Bas    | Abandon            |
| 069 | John Devine           | États-Unis  | Abandon            |
| 070 | Tyler Farrar          | États-Unis  | Abandon            |
| 071 | George Hincapie       | États-Unis  | 23e                |
| 072 | Bobby Julich          | États-Unis  | Abandon            |
| 073 | Jason McCartney       | États-Unis  | Abandon            |
| 074 | Christian Vande Velde | États-Unis  | 36e                |
| 075 | David Zabriskie       | États-Unis  | Abandon            |
| 076 | Stéphane Augé         | France      | Abandon            |
| 077 | Sandy Casar           | France      | Abandon            |
| 078 | Sylvain Chavanel      | France      | 67e                |
| 079 | Pierrick Fédrigo      | France      | 30e                |
| 080 | Romain Feillu         | France      | Abandon            |
| 081 | Stéphane Goubert      | France      | Abandon            |
| 082 | Amaël Moinard         | France      | Abandon            |
| 083 | Ludovic Turpin        | France      | 41e                |
| 084 | Thomas Voeckler       | France      | 68e                |
| 085 | Mark Cavendish        | Royaume-Uni | Abandon            |
| 086 | Roger Hammond         | Royaume-Uni | Abandon            |
| 087 | David Millar          | Royaume-Uni | 54e                |
| 088 | Borut Božič           | Slovénie    | Abandon            |
| 089 | Kristjan Fajt         | Slovénie    | 59e                |
| 090 | Jure Golčer           | Slovénie    | Abandon            |
| 091 | Matej Mugerli         | Slovénie    | 22e                |
| 092 | Gorazd Štangelj       | Slovénie    | 60e                |
| 093 | Matej Stare           | Slovénie    | Abandon            |
| 094 | Kurt Asle Arvesen     | Norvège     | 42e                |
| 095 | Thor Hushovd          | Norvège     | 19e                |
| 096 | Mads Kaggestad        | Norvège     | Abandon            |
| 097 | Volodymyr Bileka      | Ukraine     | Abandon            |
| 098 | Dmytro Grabovskyy     | Ukraine     | Abandon            |
| 099 | Andriy Grivko         | Ukraine     | Abandon            |

| N°  | Coureur                       | Pays             | Rang    |
| --- | ----------------------------- | ---------------- | ------- |
| 100 | Mikhaylo Khalilov             | Ukraine          | Abandon |
| 101 | Ruslan Pidgornyy              | Ukraine          | Abandon |
| 102 | Vladimir Zagorodny            | Ukraine          | Abandon |
| 103 | Gustav Larsson                | Suède            | 29e     |
| 104 | Marcus Ljungqvist             | Suède            | 24e     |
| 105 | Thomas Lövkvist               | Suède            | 31e     |
| 106 | Tomasz Marczyński             | Pologne          | 33e     |
| 107 | Jacek Morajko                 | Pologne          | Abandon |
| 108 | Przemysław Niemiec            | Pologne          | 48e     |
| 109 | Marcin Sapa                   | Pologne          | Abandon |
| 110 | Krzysztof Szczawiński         | Pologne          | Abandon |
| 111 | Piotr Zieliński               | Pologne          | Abandon |
| 112 | David George                  | Afrique du Sud   | 40e     |
| 113 | Robert Hunter                 | Afrique du Sud   | Abandon |
| 114 | Daryl Impey                   | Afrique du Sud   | Abandon |
| 115 | Darren Lill                   | Afrique du Sud   | Abandon |
| 116 | James Lewis Perry             | Afrique du Sud   | Abandon |
| 117 | Mauricio Ardila               | Colombie         | Abandon |
| 118 | Alex Cano                     | Colombie         | Abandon |
| 119 | Leonardo Duque                | Colombie         | 27e     |
| 120 | Luis Felipe Laverde           | Colombie         | Abandon |
| 121 | Marlon Pérez                  | Colombie         | Abandon |
| 122 | José Serpa                    | Colombie         | Abandon |
| 123 | Hernâni Brôco                 | Portugal         | Abandon |
| 124 | Ricardo Martins               | Portugal         | Abandon |
| 125 | Bruno Neves                   | Portugal         | Abandon |
| 126 | Nuno Ribeiro                  | Portugal         | 37e     |
| 127 | José Carlos Rodrigues         | Portugal         | Forfait |
| 128 | Hugo Sabido                   | Portugal         | Abandon |
| 129 | Hossein Askari                | Iran             | 72e     |
| 130 | Mehdi Fahridi Kovij           | Iran             | Abandon |
| 131 | Mostafa Seyed Rezaei Khormizi | Iran             | Abandon |
| 132 | Mahdi Sohrabi                 | Iran             | Abandon |
| 133 | Juan Pablo Dotti              | Argentine        | Abandon |
| 134 | Martín Garrido                | Argentine        | Abandon |
| 135 | Juan José Haedo               | Argentine        | Abandon |
| 136 | Matías Médici                 | Argentine        | Abandon |
| 137 | Luis Ministro Moyano          | Argentine        | Abandon |
| 138 | Maximiliano Richeze           | Argentine        | Abandon |
| 139 | Yukiya Arashiro               | Japon            | Abandon |
| 140 | Fumiyuki Beppu                | Japon            | Abandon |
| 141 | Takashi Miyazawa              | Japon            | Abandon |
| 142 | Cameron Evans                 | Canada           | Abandon |
| 143 | Dominique Rollin              | Canada           | Abandon |
| 144 | Svein Tuft                    | Canada           | Abandon |
| 145 | Tomislav Dančulović           | Croatie          | Abandon |
| 146 | Kristijan Đurasek             | Croatie          | Abandon |
| 147 | Robert Kišerlovski            | Croatie          | Abandon |
| 148 | Matija Kvasina                | Croatie          | 58e     |
| 149 | Hrvoje Miholjević             | Croatie          | Abandon |
| 150 | Radoslav Rogina               | Croatie          | 20e     |
| 151 | Aliaksandr Kuschynski         | Biélorussie      | 15e     |
| 152 | Kanstantsin Siutsou           | Biélorussie      | 61e     |
| 153 | Aliaksandr Usau               | Biélorussie      | 16e     |
| 154 | Lars Bak                      | Danemark         | Abandon |
| 155 | Matti Breschel                | Danemark         | Abandon |
| 156 | Chris Anker Sørensen          | Danemark         | 25e     |
| 157 | Roman Broniš                  | Slovaquie        | Abandon |
| 158 | Matej Jurčo                   | Slovaquie        | Abandon |
| 159 | Maroš Kováč                   | Slovaquie        | Abandon |
| 160 | Martin Riška                  | Slovaquie        | Abandon |
| 161 | Ján Šipeky                    | Slovaquie        | Abandon |
| 162 | Ján Valach                    | Slovaquie        | 34e     |
| 163 | Murilo Fischer                | Brésil           | 21e     |
| 164 | Luciano Pagliarini            | Brésil           | Abandon |
| 165 | Renato Seabra                 | Brésil           | Abandon |
| 166 | Gerrit Glomser                | Autriche         | Abandon |
| 167 | Bernhard Kohl                 | Autriche         | Abandon |
| 168 | Christian Pfannberger         | Autriche         | 38e     |
| 169 | Rene Mandri                   | Estonie          | 28e     |
| 170 | Erki Pütsep                   | Estonie          | 69e     |
| 171 | Unai Etxebarria               | Venezuela        | 39e     |
| 172 | Andris Hernández              | Venezuela        | Abandon |
| 173 | Richard Ochoa                 | Venezuela        | Abandon |
| 174 | Dainius Kairelis              | Lituanie         | Abandon |
| 175 | Romas Sinicinas               | Lituanie         | Abandon |
| 176 | Danail Petrov                 | Bulgarie         | Abandon |
| 177 | Fabian Cancellara             | Suisse           | Abandon |
| 178 | Martin Elmiger                | Suisse           | 10e     |
| 179 | Beat Zberg                    | Suisse           | 17e     |
| 180 | Petr Benčík                   | Tchéquie         | Abandon |
| 181 | Roman Kreuziger               | Tchéquie         | Abandon |
| 182 | Martin Mareš                  | Tchéquie         | Abandon |
| 183 | Aleksejs Saramotins           | Lettonie         | Abandon |
| 184 | Žolt Der                      | Serbie           | Abandon |
| 185 | Nebojša Jovanović             | Serbie           | Abandon |
| 186 | Dragan Spasić                 | Serbie           | Abandon |
| 187 | Glen Chadwick                 | Nouvelle-Zélande | Abandon |
| 188 | Hayden Roulston               | Nouvelle-Zélande | Abandon |
| 189 | Jeremy Vennell                | Nouvelle-Zélande | Abandon |
| 190 | Assan Bazayev                 | Kazakhstan       | Abandon |
| 191 | Dmitriy Fofonov               | Kazakhstan       | Abandon |
| 192 | Sergueï Yakovlev              | Kazakhstan       | Abandon |
| 193 | László Bodrogi                | Hongrie          | 70e     |
| 194 | Muradjan Halmuratov           | Ouzbékistan      | Abandon |
| 195 | Sergueï Lagoutine             | Ouzbékistan      | 44e     |
| 196 | Vladimir Tuychiev             | Ouzbékistan      | 71e     |
| 197 | Philip Deignan                | Irlande          | Abandon |
| 198 | Li Fuyu                       | Chine            | Abandon |